# Davey and Goliath
Davey and Goliath è una serie televisiva animata statunitense del 1961, creata da Art Clokey, Ruth Clokey e Dick Sutcliffe.
Prodotto dalla Chiesa luterana unita in America e successivamente dalla Chiesa luterana in America, la serie è rivolta a un pubblico giovanile e generalmente trattava questioni come il rispetto dell'autorità, la condivisione e il pregiudizio. Questi temi includevano questioni più serie come il razzismo, la morte, l'intolleranza religiosa e il vandalismo. Presenta le avventure di un ragazzo di nome Davey Hansen e del suo cane "parlante" Goliath (sebbene solo Davey e lo spettatore possano sentirlo parlare) mentre imparano l'amore di Dio attraverso gli eventi quotidiani. Molti degli episodi presentano anche i genitori di Davey, John ed Elaine, sua sorella Sally, così come gli amici di Davey: Jimmy, Teddy e Nathaniel negli episodi precedenti e Jonathan, Jimmy, Nicky e Cisco in quelli successivi.
La serie è stata trasmessa per la prima volta negli Stati Uniti in syndication dal 25 febbraio 1961 al 19 dicembre 2004, per un totale di 66 episodi ripartiti su cinque stagioni.

## Episodi
| Stagione         | Episodi | Prima TV USA | Prima TV Italia |
| ---------------- | ------- | ------------ | --------------- |
| Prima stagione   | 13      | 1961         | inedita         |
| Seconda stagione | 13      | 1962-1963    | inedita         |
| Terza stagione   | 13      | 1963-1964    | inedita         |
| Quarta stagione  | 13      | 1971-1972    | inedita         |
| Quinta stagione  | 14      | 1972-1973    | inedita         |
| Speciali         | 7       | 2005, 2018   | inediti         |